# Владислав Мазуркевич (сериен убиец)
Владислав Мазуркевич (на полски: Władysław Mazurkiewicz) е полски сериен убиец от следвоенен Краков, който притежава собственост и във Варшава. Неговата икономическа позиция и учтиви обноски в сталинска Полша му носят прозвището „елегантния убиец“ (elegancki morderca), както и „хубавия Владек“ (piękny Władek).
Мазуркевич е арестуван през 1955 и обвинен от прокуратурата за шест убийства и два опита за убийство. Осъден е за убийството на четирима мъже и две жени, включително Виктор Зажецки, Владислав Брилски, Юзеф Томашевски и милионера Йежи дьо Лаво заедно с жена му Ядвига дьо Лаво и сестра ѝ Зофия Ухова. Той е съден от районния съд в Краков и осъден на смърт на 30 август 1956. Екзекутиран е чрез обесване шест месеца по-късно на 29 януари 1957 – два дни преди 46-ия си рожден ден. Според различни слухове Мазуркевич е отговорен за понад 30 убийства, които така и не се потвърждават. Самият той обаче се признава за невинен и твърди в съда, че е бил пребит и изнудван по време на разпитите.

## Живот
Майката на Мазуркевич умира, когато той е едва на 3-годишна възраст. Израства с баща си, който по професия е печатар. След завършването си във възродената Полша, Мазуркевич се записва в Ягелонския университет във факултета по право, но скоро след това напуска. Според сведенията му, по време на нацистката окупация на Краков, Мазуркевич се сприятелява с шефа на човешки ресурси в местното Гестапо – Рудолф Арнолд, който му дава кенкарта на гестаповски фризьор, която му дава свобода на движение. Изкарва прехраната си като незаконно търгува със злато, пари и диаманти. Първата му жертва е още един комарджия Виктор Зажецки, отровен с чай през декември 1943, от когото взима 1200 долара. След войната Мазуркевич получава позиция в Полския червен кръст и работи като продавач на вино и инструктор по шофиране. През септември 1955 застрелва и ранява Станислав Лопушински във Варшава. Жертвата му оцелява и се свързва с полицията, което води до ареста му и разследването на другите му престъпления. Револверът му е открит и разпознат от оцелели жертви. Въпреки това, Мазуркевич претендира в съда, че е признал обвиненията, заради нанесени му измъчвания.